# Igreja Católica no Chipre
A Igreja Católica no Chipre faz parte da Igreja Católica Universal, sob a liderança espiritual do Papa e da Santa Sé.

## Descrição
A maioria dos fiéis católicos são cipriotas maronitas – sob a liderança de Joseph Soueif, arquieparca maronita do Chipre – e do patriarca latino de Jerusalém, com um vigário patriarcal geral. A Igreja Católica de rito latina do Chipre tem quatro paróquias:
- Igreja da Santa Cruz, em Nicósia, que também mantém uma missão na cidade de Cirênia, localizada nos territórios controlados pela Turquia – chamda Igreja de Santa Isabel
- Igreja de Santa Catarina, em Limassol
- Igreja de Nossa Senhora das Graças, em Larnaca
- Igreja de São Paulo, em Pafos
- Nas áreas da Base Soberana Britânica existe também presença católica de capelães que servem pessoal militar britânico, funcionários e dependentes na base soberana da ilha desde 1960. Existem capelas católicas permanentes onde são celebradas missas em inglês.

## Organização territorial
A Igreja Católica está presente na ilha com comunidades pertencentes a dois ritos litúrgicos:
- A Igreja Maronita tem sua própria circunscrição eclesiástica, a Arquieparquia do Chipre, em comunhão com a Igreja de Roma desde 1357
- A Igreja latina não tem sua própria diocese local: o território é parte integrante do Patriarcado Latino de Jerusalém, que é representado na ilha por um vigário patriarcal episcopal

## Locais sagrados do Chipre

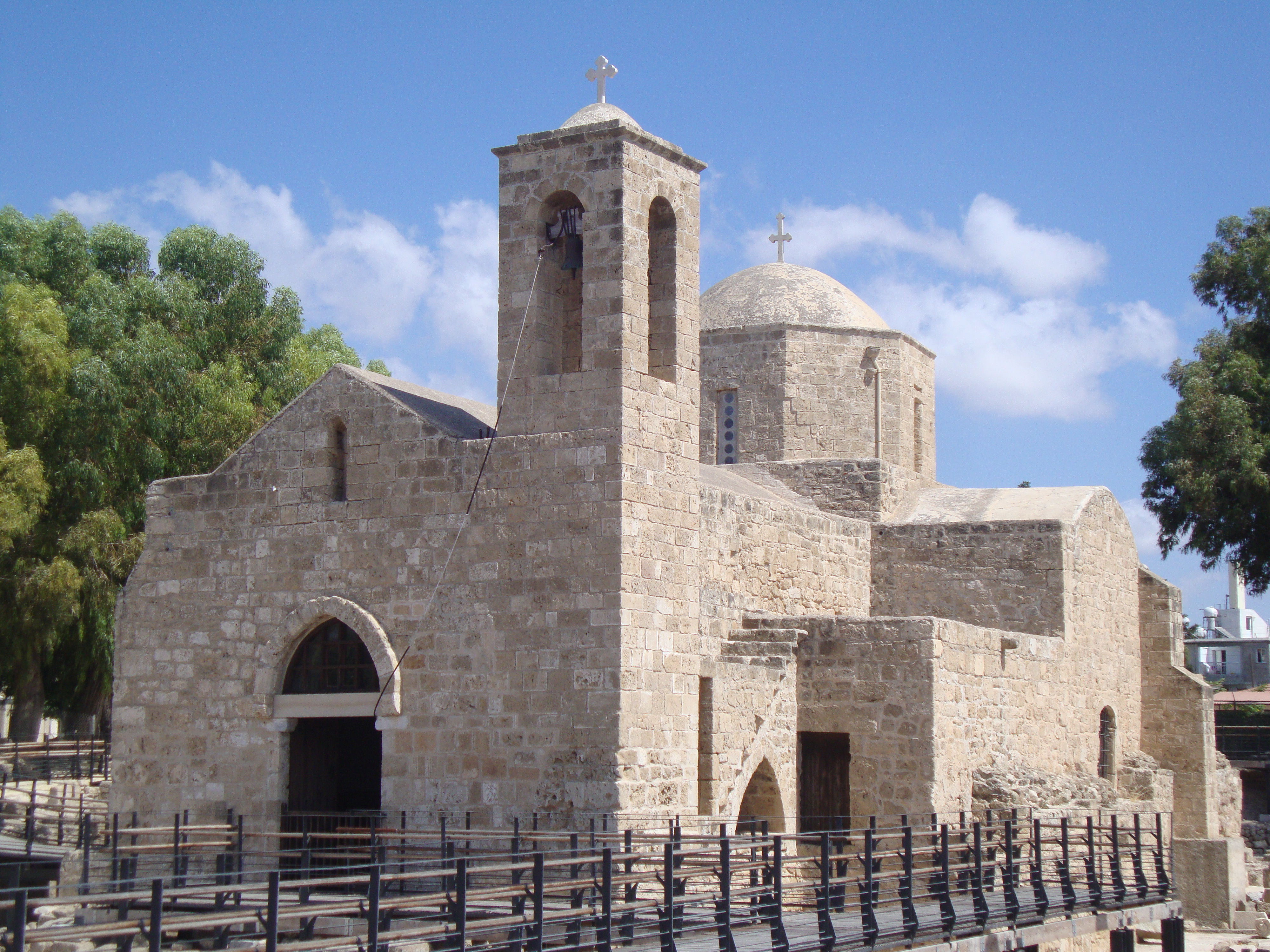
Igreja católica de Crisopolitissa, em Pafos

Muitos dos locais religiosos do Chipre são fundações bizantinas, construídas antes do Cisma do Oriente, entre Roma e Constantinopla no século XI. A arquitetura e a iconografia revelam profunda influência nas tradições de construção eclesial ainda em uso nos tempos modernos, também presentes na Igreja Ortodoxa de Chipre. Na Idade Média, o Chipre foi governado por uma aristocracia franca, a Casa de Lusinhão. Eles preferiram o estilo gótico ao estabelecer catedrais e mosteiros. O antigo claustro agostiniano católico, hoje chamado Abadia de Bellepais, em Cirênia foi transferido para as autoridades da Igreja Ortodoxa. Quando os otomanos tomaram o país, no século XVI, outras igrejas foram convertidas em mesquitas, como as atuais mesquitas Lala Mustafá Paxá e Selimiye.

## Liberdade religiosa no Chipre
A Associação Católica de Bem-Estar do Oriente Próximo (CNEWA) relata que a colaboração ecumênica detém a promessa da liberdade religiosa no território turco ocupado do norte desta ilha dividida. Por exemplo, em 1994 ocorreu a celebração de uma missa no mosteiro de Santo André, na Península de Karpas, a primeira em 20 anos.

## Nunciatura Apostólica
Em 11 de fevereiro de 1948, com o breve apostólico Supremi Pastoris, o Papa Pio XII erigiu a Delegação Apostólica da Palestina, Transjordânia e Chipre. A nunciatura apostólica do país foi estabelecida em 13 de fevereiro de 1973 com o breve apostólico Id semper fuit, do Papa Paulo VI.